# Reflex-Nikkor 500mm f8

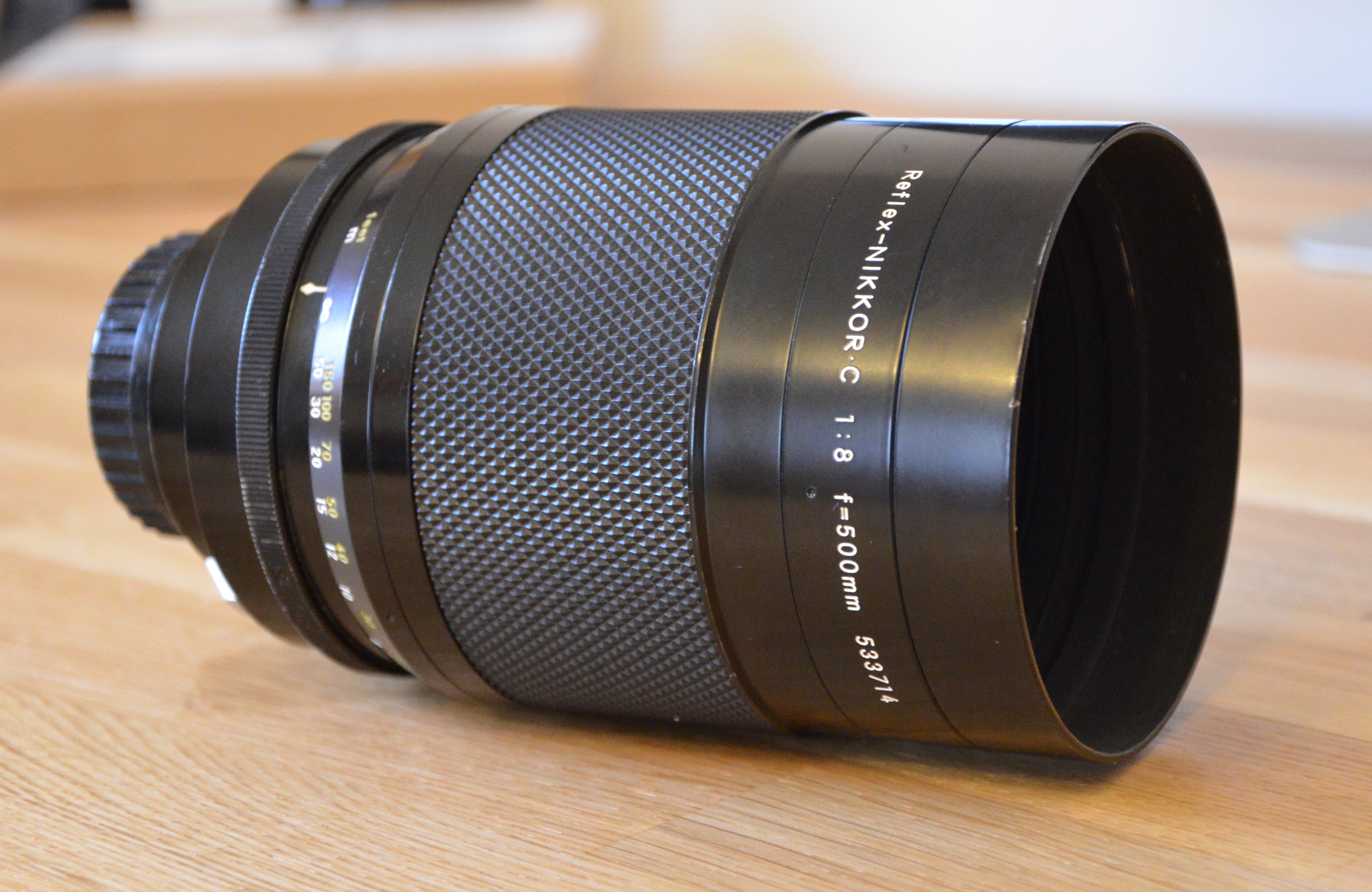
Reflex-Nikkor 500mm f8

Im Jahr 1968 brachte Nikon unter der Bezeichnung Nikkor-Reflex 500mm/f8 ein Reflexionsobjektiv heraus, welches aufgrund seiner Konstruktion leichter ist als andere ohne der Reflexionstechnik. Das Prinzip basiert auf dem Maksutov-Teleskop. Das Objektiv wurde bis 1983 produziert.
Von 1983 bis 2005 wurde der Nachfolger als Nikkor-Reflex 500mm/f8 N vertrieben.
Kritisiert wurde das Objektiv wegen seiner ungleichen Helligkeitsverteilung über die Aufnahmefläche, aufgrund der kleinen Blende f8 und dadurch aufgrund der längeren Belichtungszeit Objekte in Bewegung nicht qualitativ hochwertig abgebildet werden konnten. Auch wegen des niedrigen Kontrasts und schlechten Bokehs wurde das Objektiv kritisiert.

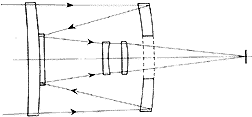
Schema eines Reflektorobjektivs

Durch die eingesetzten Spiegel erzeugt das Objektiv – technisch bedingt – einen „Donut-Effekt“. 
Das Objektiv muss auf der Rückseite (Lichtaustritt) mit einem 39mm Filter versehen werden. Dieser Filter ist Teil der optischen Berechnung. Zusätzlich kann an der Vorderseite ein 88mm Schraubfilter aufgesetzt werden.